# Randy Holland
Randy Holland (Calgary, 1951) è un giocatore di poker canadese.
Ha vinto due braccialetti WSOP: il primo alle WSOP 1996 enl $1.500 Razz, l'altro alle WSOP 2000 nell'evento $1.500 Seven card stud Hi-Lo.
Al gennaio 2012 le sue vincite totali nei tornei live superano i $3.164.643, di cui 580.024 derivanti esclusivamente dalle WSOP.

## Braccialetti WSOP
| Anno | Torneo                       | Premio   |
| ---- | ---------------------------- | -------- |
| 1996 | $1.500 Razz                  | $87.000  |
| 2000 | $1.500 Seven card stud Hi/Lo | $120.990 |